# Kostel Narození Panny Marie (Bystřice)
Římskokatolický kostel Narození Panny Marie stával na výrazném ostrohu nad zaniklou vesnicí Bystřice v okrese Chomutov. Býval filiálním kostelem ve farnosti Prunéřov.

## Historie
Nejstarší bystřický kostel byl postaven snad už v románském slohu. První písemná zmínka o něm pochází z roku 1352, kdy platil šest grošů papežského desátku, což z něj činilo nejchudší kostel kadaňského děkanství. Gotický kostel v Bystřici pocházel z první poloviny čtrnáctého století. Nejspíše roku 1421 byl poškozen a ve druhé polovině patnáctého století kadaňští měšťané přispívali na jeho obnovu. Okolo roku 1510 byl rozšířen o pozdně gotický presbytář. V poslední čtvrtině šestnáctého století byla loď přestavěna v renesančním slohu a přistavěna věž. V letech 1711–1713 proběhla barokní přestavba, ale výzdobu hlavního oltáře dokončoval chomutovský malíř Fehrer ještě roku 1722.
Roku 1967 již bylo rozhodnuto o zboření vesnice včetně kostela v důsledku rozšiřování výsypky Lomu Nástup. Restaurátoři však v kostele nalezli nástěnné malby, a žádali o možnost jejich podrobnějšího průzkumu. Kostel byl přesto na jaře roku 1968 zbořen, aniž by k němu dostali příležitost.

## Stavební podoba
Jednolodní kostel měl obdélný půdorys a nečleněné vnější stěny s obdélnými, hrotitě zakončenými okny. Na východní straně ho uzavíral polygonální presbytář s opěráky a hrotitými okny. Hlavní vstup se nacházel v západním průčelí zdobeném štítem, nad kterým se zdvihal sanktusník. Do lodi se také vstupovalo pozdně gotickým profilovaným portálem v severní zdi. Loď od presbytáře odděloval vítězný oblouk profilovaný výžlabky. Loď byla vyzdobena barokními štukaturami a presbytář byl zaklenutý žebrovou hvězdovou klenbou.

## Zařízení
Většina zařízení byla barokního původu. Na bíle natřeném hlavním oltáři stála pozdně gotická Pieta z poloviny patnáctého století. K vybavení dále patřila dřevěná pozdně gotická křtitelnice z počátku šestnáctého století a dřevěný pozdně gotický krucifix z doby okolo roku 1520 (snad od Ulricha Creutze).